# Scotophilus andrewreborii
Scotophilus andrewreborii — вид родини Лиликові (Vespertilionidae), ссавець ряду лиликоподібні (Vespertilioniformes, seu Chiroptera).

## Етимологія
|  | Це наша честь назвати цей вид на честь Реборі (Andrew N. Rebori, 1948-2011). Реборі несвідомо торкнувся життя і надихнув багатьох людей, у тому числі багатьох музейних фахівців. Він завжди підтримував живий інтерес до тварин, особливо кажанів |

## Морфологія
Невеликих розмірів, з довжиною голови і тіла між 74,9 і 86,5 мм, довжина передпліччя між 46,5 і 54,1 мм, довжина хвоста між 42,9 і 50,3 мм, довжина стопи між 9 і 10,2 мм, довжина вух між 8,8 і 10,8 мм.
Шерсть коротка. Спинна частина червонувато-коричнева або червонувато-коричнева, а черевна частина варіюватися від світло-коричневого до помаранчевого, темніє на підборідді і з боків. Морда коротка і широка, через наявність двох залозистих мас з боків. Вуха короткі, трикутні, із закругленими кінцями і добре розділені. Хвіст довгий.

## Середовище проживання
Цей вид широко поширений в центральній і південно-східній Кенії.

## Життя
Харчується комахами.